# Наліч Петро Андрійович
Петро Андрійович Наліч — російський співак і композитор. Народився в 1981 р. у Москві. Складає й співає пісні в стилі, якого сам характеризує як «Веселі Бабури». Випускник МАРХИ. Навчався в музичній школі, музичнім училищі при консерваторії, а також у студії «Орфей» під керівництвом Ірини Мухіної. Представник Росії на конкурсі Євробачення 2010 як переможець відбору, що пройшов 7 березня 2010 року. Під час російського вторгнення офіційно не підтримав Україну — 24-го лютого 2022-го року написав лише один пост в інстаграмі, який можна трактувати двояко. Тим часом залишається у рф, продовжуючи постійно давати концерти, ведучи цілковито аполітичне життя.

## «Gitar»
Творчість Петра Наліча набула популярності після того, як він опублікував на Youtube самостійно зроблений кліп на пісню «Gitar». Кліп опублікований навесні 2007 року. Впродовж одного місяця кліп переглянули 70 000 разів. Посилання на ролик пересилали один одному користувачі Livejournal, число переглядів приростало в день на тисячу. Потім у декількох друкованих виданнях з'явилися інтерв'ю й статті про Петра.

## Перший концерт і Музичний колектив Петра Наліча
У Петра на той момент було написано близько 40 пісень і музичних композицій, усі вони були викладені у вільному доступі на його сайті - ентузіасти зібрали з них архів, який дотепер можна знайти в Інтернеті. Цей матеріал ліг в основу репертуару, з яким Петро 9 листопада 2007 року дає свій перший концерт у клубі «Апшу». Через ажіотаж багато не можуть потрапити усередину переповненого глядачами приміщення. Концерт пройшов успішно, з'явилися статті, відгуки в блогах і пресі. Тоді Петро збирає групу музикантів і взимку 2008 року дає ще два концерти в клубі «Ікра». Квитки на ці концерти розкуповуються задовго до події. Група отримує назву «Музичний колектив Петра Наліча», або просто — МКПН.
Впродовж двох наступних років, крім концертів у Москві, МКПН відвідує з гастролями Петербург, Єкатеринбург, Нижній Новгород і інші великі міста Росії. Улітку 2008 року МКПН їде підтримувати російські спортивні команди на Чемпіонат Європи по футболу й Олімпіаду 2008 у Пекіні. Потім колектив випускає свій перший альбом — «Радість простих мелодій», фільм-концерт «МКПН у Б1 Maximum» і макси-сингл «Море». У 2009 році група виступає хедлайнером на міжнародному фестивалі «Sfinks» в Антверпені.

## Євробачення
7 березня 2010 року відбувся фінал національного відбіркового конкурсу. Набравши 20,9 % голосів телеглядачів і журі, переможцем став музичний колектив Петра Налича з піснею «Lost and forgotten», яка виконується англійською мовою

## Склад колективу МКПН
- Петро Наліч — вокал, фортепіано, акордеон
- Юрій Костенко — саксофон, флейта
- Сергій Соколов — домра, вокал
- Костя Швєцов  — гітара
- Діма Сімонов — бас- гітара
- Денис Маринкин — барабани

У різний час у колективі грали: Денис Мазаєв, Яша Гладкий, Максим Карпишев, Данила Ленці, Настя Соколова, Саша Байдаков.

## Дискографія
- 2007 — Сингл літнього сезону 2008 (додаток до журналу «Афіша»)
- 2008 — «Радість простих мелодій»[4]
- 2009 — «Концерт МКПН у Б1 Maximum» DVD+CD[5]
- 2009 — Макси-сингл «Море»[6]
- 2010 — Новий Альбом: Назва поки не відомо. Вихід намічений на літо.

## Наліч та Україна: цікаві факти
- Дід Петра Наліча по батьківській лінії — югославський ліричний тенор Захід Омер Наліч.
- Дідусь з материного боку — Волченко Морк Семенович — з України (Слобожанщина, тепер Північна Луганщина, с. Семикозівка).
- Під час першого концерту Петра Наліча в Києві прихильники співака подарували йому українську вишиванку, яка тепер у гардеробі П. Наліча.